# Tonnus Oosterhoff
Tonnus Oosterhoff (Leiden, 18 maart 1953) is een Nederlands dichter en schrijver.

## Leven en werk
Hoewel Tonnus Oosterhoff in Leiden werd geboren, bracht hij het overgrote deel van zijn leven door in de provincie Groningen. Hij studeerde Nederlandse taal- en letterkunde aan de Rijksuniversiteit Groningen. Voordat hij literair werk publiceerde, schreef hij als anoniem auteur enkele verhalen voor het tijdschrift Mijn Geheim. In zijn latere verhalenbundel Dans zonder vloer (2003) is één daarvan opgenomen, aangevuld met een op verzoek van de redactie "minder onrealistisch" goed aflopend eind.
Hij debuteerde in het literair tijdschrift in boekvorm Raster. Oosterhoff publiceerde dichtbundels, verhalenbundels, een roman, twee essaybundels, een toneelstuk en hoorspelen. Zijn oeuvre kenmerkt zich door een onderkoelde humor en verraadt de neiging zichzelf met ieder boek radicaal te willen vernieuwen. In 2001 initieerde hij een website met bewegende gedichten. In 2005 was hij gastschrijver aan zijn oude universiteit van Groningen.
In mei 2012 ontving Oosterhoff de P.C. Hooft-prijs voor zijn, in de woorden van de jury, "in hoge mate vernieuwende poëzie".
Oosterhoff woont in een gehucht in Oost-Groningen, waar hij jarenlang reservebrugwachter is geweest.

## Prijzen
Aan Oosterhoff zijn vele literaire prijzen toegekend:
- 1990 - C. Buddingh'-prijs voor Boerentijger
- 1994 - Herman Gorterprijs voor De ingeland
- 1995 - Multatuliprijs voor Het dikke hart
- 1998 - Jan Campert-prijs voor (Robuuste tongwerken,) een stralend plenum
- 2003 - VSB Poëzieprijs voor Wij zagen ons in een kleine groep mensen veranderen
- 2008 - Awater Poëzieprijs voor Ware grootte
- 2010 - Guido Gezelleprijs van de stad Brugge voor Ware grootte
- 2012 - P.C. Hooft-prijs voor het gehele poëtische oeuvre
- 2019 - Tzumprijs voor de beste literaire zin uit 2018.
- 2022 - Gerrit Komrij-prijs voor de vertaling van Historie van mejuffrouw Sara Burgerhart